# Joaquín Montañés
Joaquín Montañés (Talavera de la Reina, 15 agosto 1953) è un ex calciatore spagnolo, di ruolo difensore.
Con 479 presenze in Zweite Bundesliga, tutte con la maglia dell'Alemannia Aachen, si colloca al secondo posto nella classifica di tutti i tempi della manifestazione.